# Marciana Marina
Marciana Marina is een gemeente op het eiland Elba, behorend tot de Italiaanse provincie Livorno (regio Toscane), en telt 1916 inwoners (31-12-2004). De oppervlakte bedraagt 5,6 km², de bevolkingsdichtheid is 342 inwoners per km².

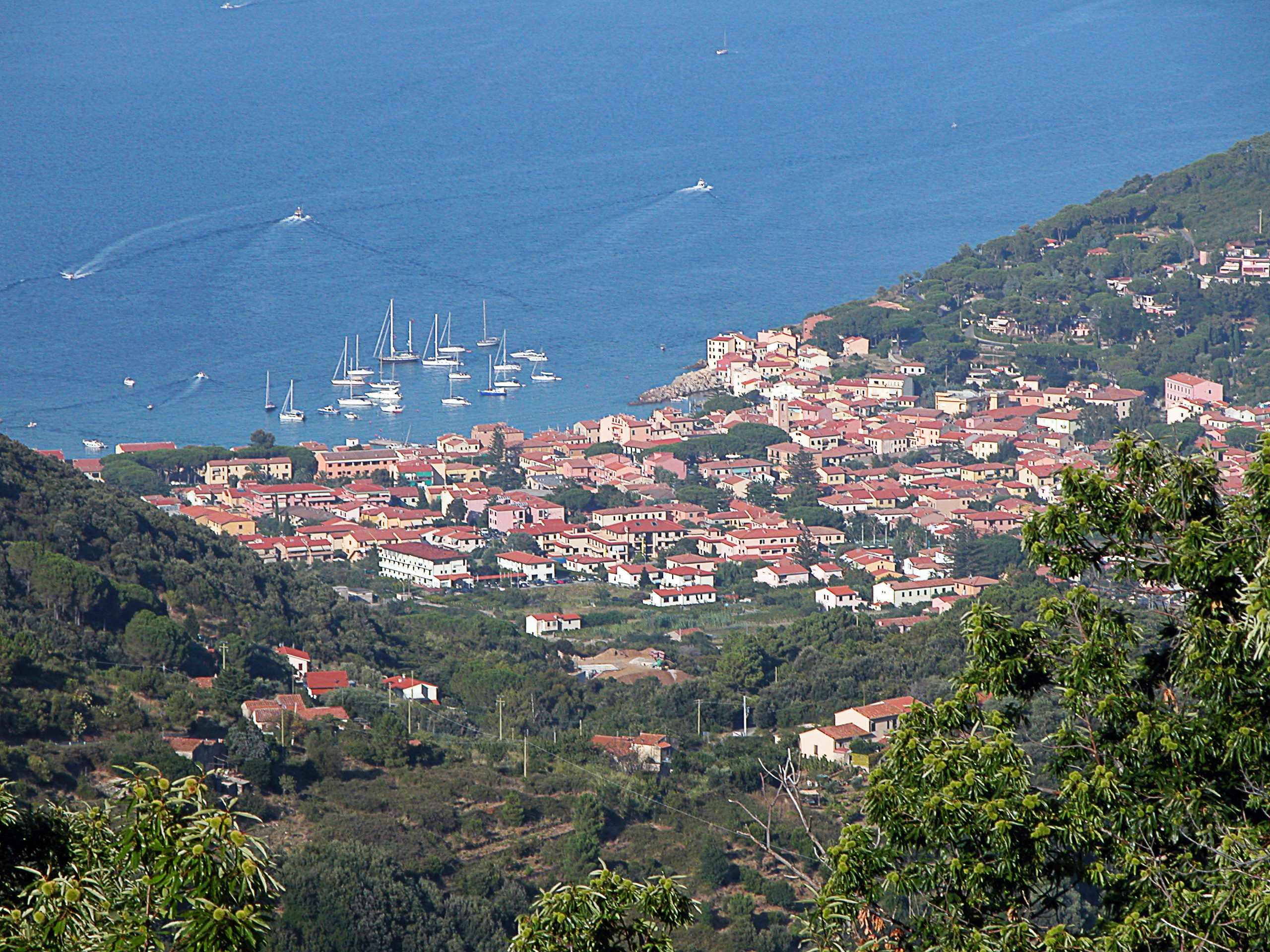
Marciana Marina
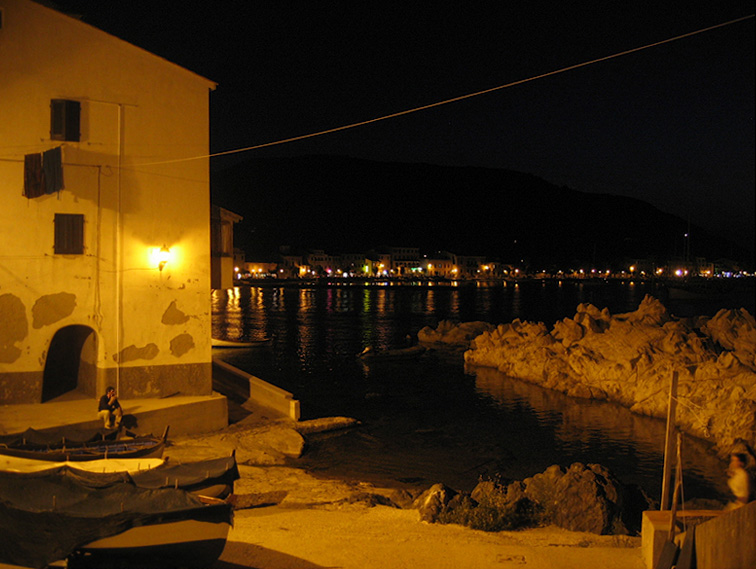
Marciana Marina

## Demografie
Marciana Marina telt ongeveer 871 huishoudens. Het aantal inwoners daalde in de periode 1991-2001 met 4,1% volgens cijfers uit de tienjaarlijkse volkstellingen van ISTAT.
| Jaar | Inwoneraantal |
| ---- | ------------- |
| 1991 | 1971          |
| 2001 | 1891          |

## Geografie
De gemeente ligt op ongeveer 3 meter boven zeeniveau.
Marciana Marina grenst enkel aan de gemeente Marciana.
Bibbona · Campiglia Marittima · Campo nell'Elba · Capoliveri · Capraia Isola · Castagneto Carducci · Cecina · Collesalvetti · Livorno · Marciana · Marciana Marina · Piombino · Porto Azzurro · Portoferraio · Rio Marina · Rio nell'Elba · Rosignano Marittimo · San Vincenzo · Sassetta · Suvereto
1. ↑  https://demo.istat.it/?l=it.